# 石狩月形車站
石狩月形站（日语：／ Ishikari-Tsukigata eki */?）是位於北海道樺戶郡月形町字月形，原隸屬於北海道旅客鐵道（JR北海道）札沼線（學園都市線）的铁路废站。電報略號為。
車站名稱源自樺戶集治監的第一代典獄長月形潔的姓氏，再加上舊國名石狩國。加上舊國名的原因是當時存在同音的車站。

## 概要
本車站為月形町的中央車站。最初設置為交會車站，負責處理石狩當別站至本車站的列車。是札沼線非電化路段中唯一能夠進行列車交會的車站，石狩當別方向的列車會以本車站為最後的交會車站，而本車站至新十津川站為單票閉塞模式，只能讓1輛列車駛入。

## 歷史
- 1935年（昭和10年）10月3日：國有鐵道札沼線石狩當別車站至浦臼車站開始營運。本車站同時開始營業。
- 1943年（昭和18年）10月1日：由於第二次世界大戰戰事惡化，札沼線本車站至石狩追分車站路段指定為不要不急線而停止營運。本車站成為終點站。
- 1944年（昭和19年）7月21日：札沼線石狩當別站至本車站路段指定為不要不急線而停止營運。本車站同時停止營業。
- 1946年（昭和21年）12月10日：札沼線石狩當別站至浦臼站路段恢復營運。本車站同時恢復營業。
- 1949年（昭和24年）6月1日：本路線由日本國有鐵道（國鐵）繼承。
- 1979年（昭和54年）2月1日：停止貨物裝卸服務。
- 1984年（昭和59年）2月1日：停止行李裝卸服務。
- 1986年（昭和61年）11月1日：停止配置負責售票及檢票的職員，由負責操作的職員兼任。
- 1987年（昭和62年）4月1日：由於國鐵分割民營化，車站由JR北海道管理。
- 1991年（平成3年）3月16日：札沼線的暱稱設定為「學園都市線」[1][2]。
- 1996年（平成8年）3月16日：札沼線本車站至新十津川站的列車開始一人控制。
- 2000年（平成12年）：札沼線桑園車站至本車站引入自動進路制御裝置（PRC）。
- 2020年（令和2年）
  - 4月17日：受冠状病毒病疫情影响，北海道醫療大學站至本站提前停駛[3]。
  - 5月7日：札沼线北海道医疗大学站-新十津川站区间废线，本站废站[4]。

## 車站構造
废站前是島式月台1面2線的地面車站。月台往站房方向設有1條貨物裝卸線，而路線圖往札幌方向則有1條專用線連接土場。停止貨物裝卸業務後，貨物裝卸線變成養路列車專用側線。
往新十津川方向使用單票閉塞模式，由於需要處理相關業務，因此為配置職員車站。設有售票窗口，但是本車站為JR北海道唯一沒有設置綠窗口的配置職員或業務委託車站。因此沒有檢票業務（收票業務於列車內進行）。
本車站職員會與石狩當別車站的職員輪流替換工作位置。

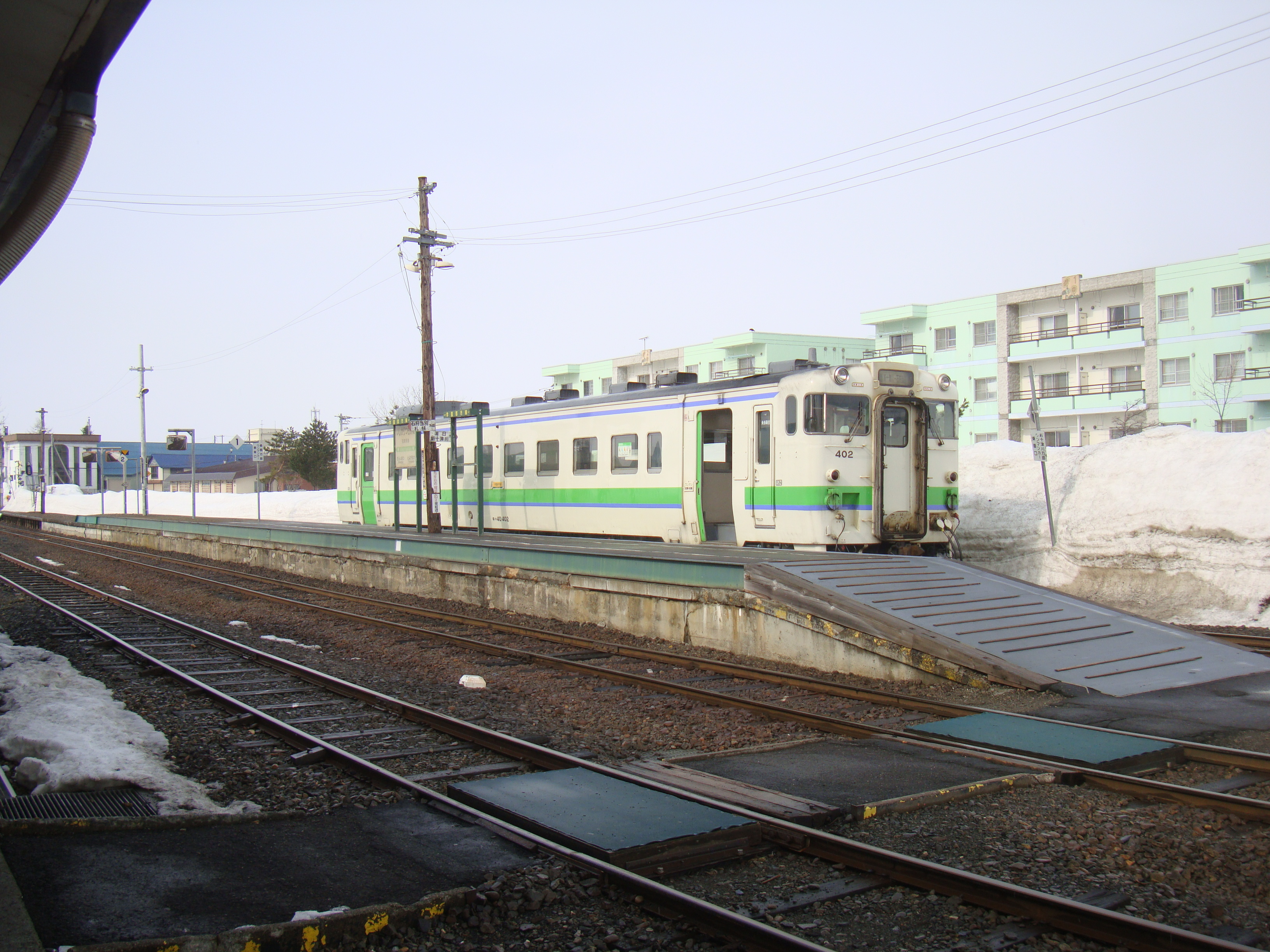
月台 （2013年4月）
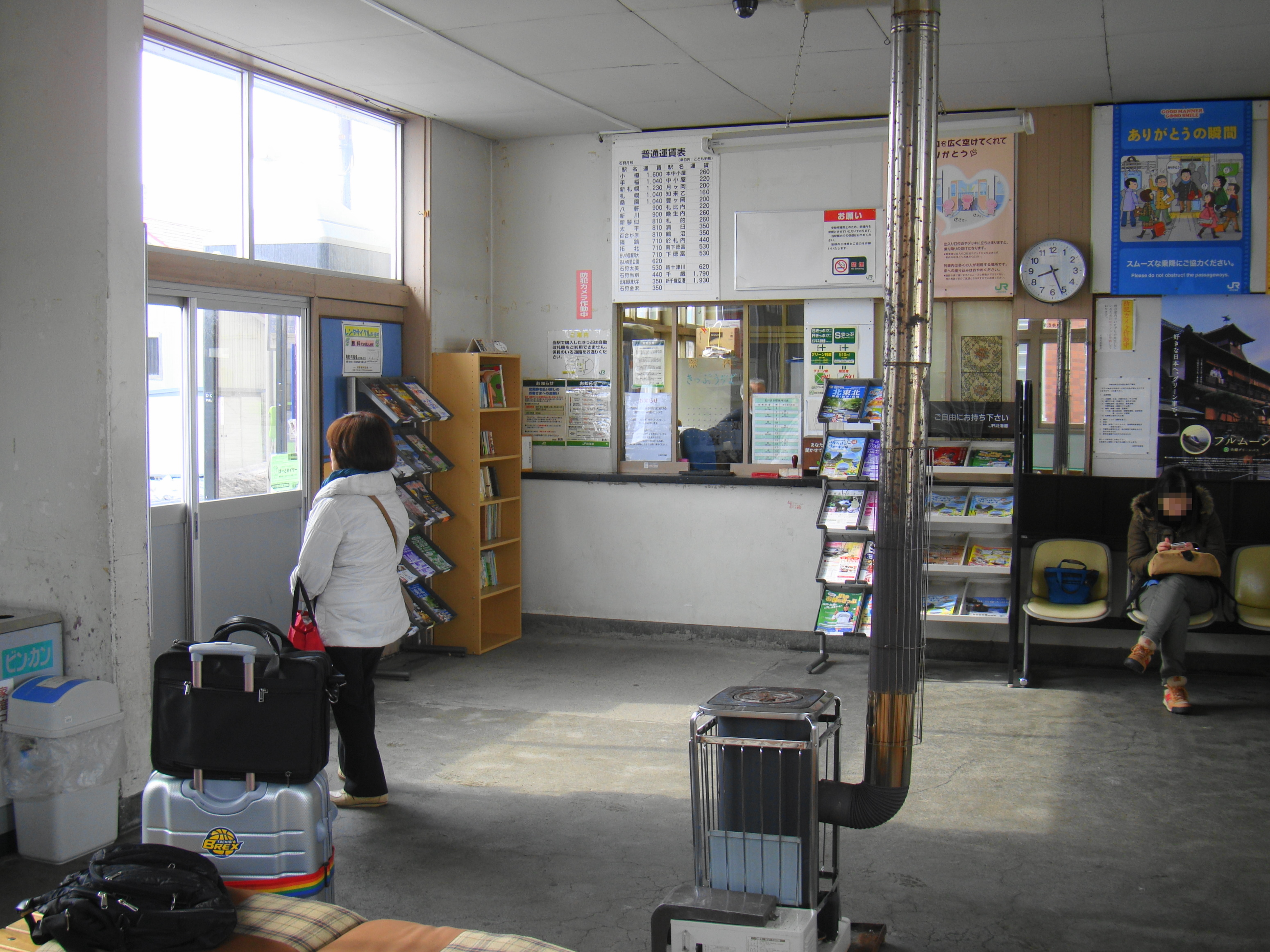
候車室、窗口 （2013年4月）
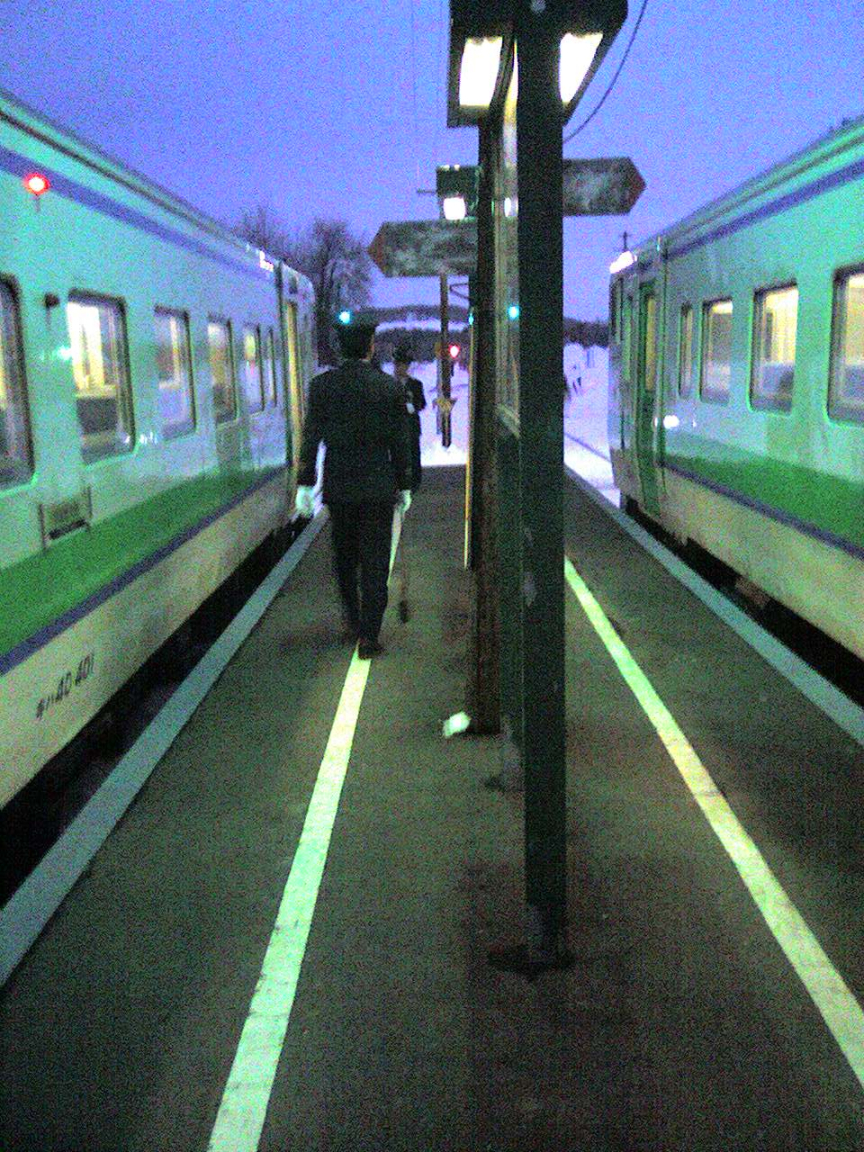
進行交換路籤 （2007年1月）
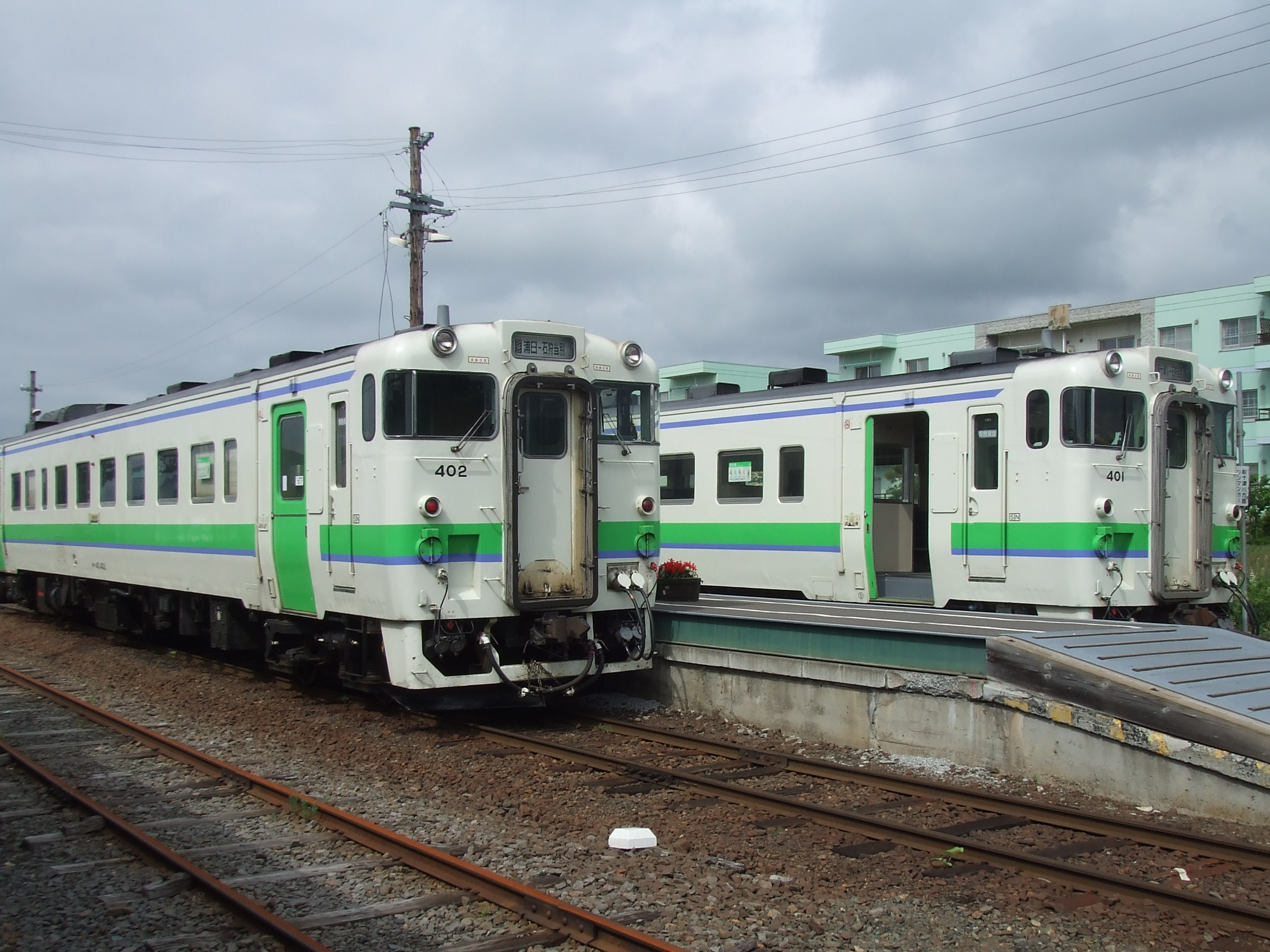
列車進行交會 （2007年6月）

## 載客量
| 載客量 | 載客量       |
| 年份   | 每天平均人次 |
| ------ | ------------ |
| 2011年 | 184          |
| 2012年 | 188          |
| 2013年 | 174          |
| 2014年 | 178          |
| 2015年 | 160          |

## 車站周邊
- 國道275號
- 月形町役場
- 岩見澤警察署月形駐在所
- 月形郵局
- 札幌信月金庫月形分店
- 北海道銀行月形分店
- 月形町農業協同組合（JA月形町）
- 北海道月形高等學校
- 皆樂公園
- 圓山公園
- 月形溫泉
- 月形樺戶博物館
- 月形刑務所（由豐岡站至本車站之間的路段只能看到少部份刑務所的外牆）
- 北海道中央巴士、新篠津村營巴士「月形站前」站牌
  - 過去JR北海道巴士（岩見澤線、石狩線）曾使用本站牌，但於2003年3月1日後停止。

## 相鄰車站
北海道旅客鐵道（JR北海道）
札沼線（學園都市線）
知來乙－石狩月形－豐岡